# Сакарі Салмінен
Сакарі Салмінен (фін. Sakari Salminen; 31 травня 1988, Порі, Фінляндія) — фінський хокеїст, крайній нападник. Виступає за клуб «Векше Лейкерс» (ШХЛ).

## Спортивна кар'єра
Вихованець клубу «Ессят» із рідного міста Порі. За головну команду виступав протягом трьох сезонів. З 2010 року був гравцем клубу «КалПа» з міста Куопіо. За шість сезонів у СМ-лізі провів 334 матчів, закинув 105 шайб, зробив 135 результативних передач.
Своєю грою привернув увагу тренерського штабу російського клубу «Торпедо» (Нижній Новгород), до складу якого приєднався в 2013 році.
У сезоні 2015/16 виступав за швейцарський «Фрібур-Готтерон» та шведський «Векше Лейкерс».
Захищав кольори національної збірної на Олімпійських іграх 2014 у Сочі.